# 拉夫里科技大学

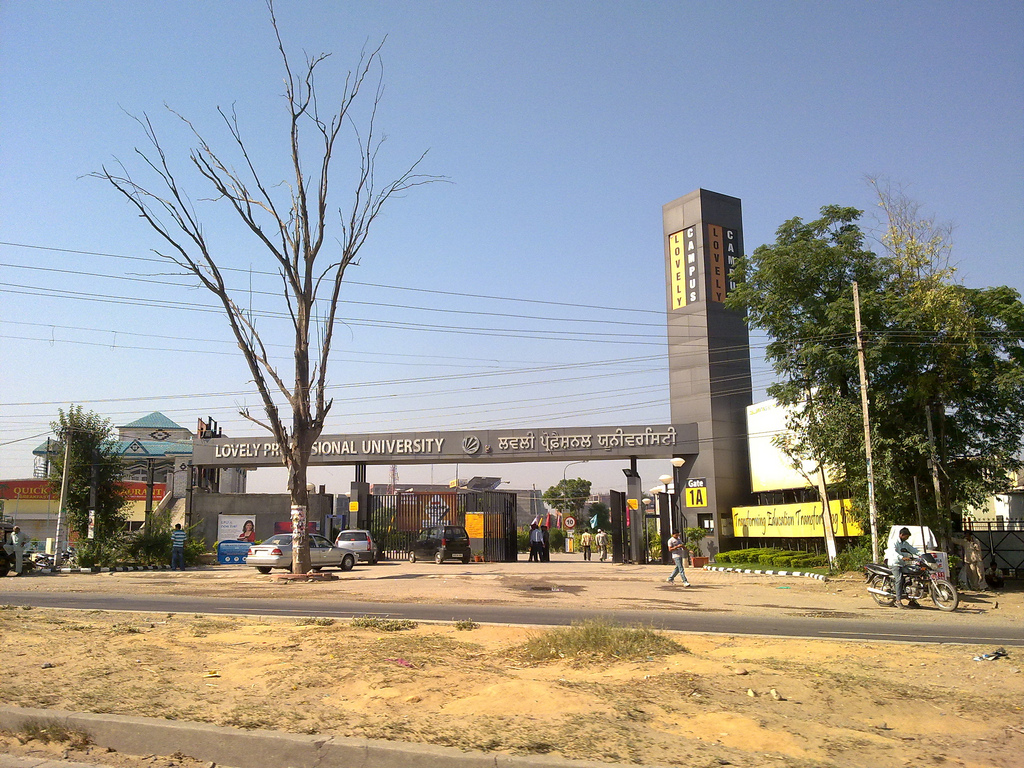
拉夫里科技大学

拉夫里科技大学或可爱国际大学（Lovely Professional University）是一所私立大学，位于印度旁遮普邦賈朗達爾，2005年建立，在校本科生24000人，宣称为印度最大的单一校区的私立大学。在今日印度给出的报告中，拉夫里科技大学的法学学科排名印度第18位。